# La Balme-les-Grottes
La Balme-les-Grottes ist eine französische Gemeinde mit 1.157 Einwohnern (Stand: 1. Januar 2022) im Département Isère in der Region Auvergne-Rhône-Alpes. Villemoirieu liegt im Arrondissement La Tour-du-Pin und im Kanton Morestel. Die Einwohner werden Balmolans genannt.

## Geographie
La Balme-les-Grottes liegt etwa 41 Kilometer ostnordöstlich von Lyon an der Rhone. Umgeben wird La Balme-les-Grottes von den Nachbargemeinden Lagnieu im Norden und Nordwesten, Vertrieu im Norden und Nordosten, Parmilieu im Osten, Saint-Baudille-de-la-Tour im Süden, Hières-sur-Amby im Süden und Südwesten sowie Saint-Vulbas im Westen und Südwesten.

## Bevölkerungsentwicklung
| Jahr                       | 1962 | 1968 | 1975 | 1982 | 1990 | 1999 | 2006 | 2017 |
| -------------------------- | ---- | ---- | ---- | ---- | ---- | ---- | ---- | ---- |
| Einwohner                  | 426  | 393  | 438  | 531  | 588  | 675  | 814  | 1060 |
| Quellen: Cassini und INSEE |      |      |      |      |      |      |      |      |

## Sehenswürdigkeiten
- romanische Kirche
- Schloss Salette, früheres Kartäuserkloster vom Ende des 13. Jahrhunderts, zum Schloss im 19. Jahrhundert umgebaut, seit 1996 Monument historique
- Ruinen des Schlosses Amblérieu, Monument historique seit 1977
- Waschhaus
- Höhle - die Grotte de la Balme gehört zu den „Sieben Wundern der Dauphiné“

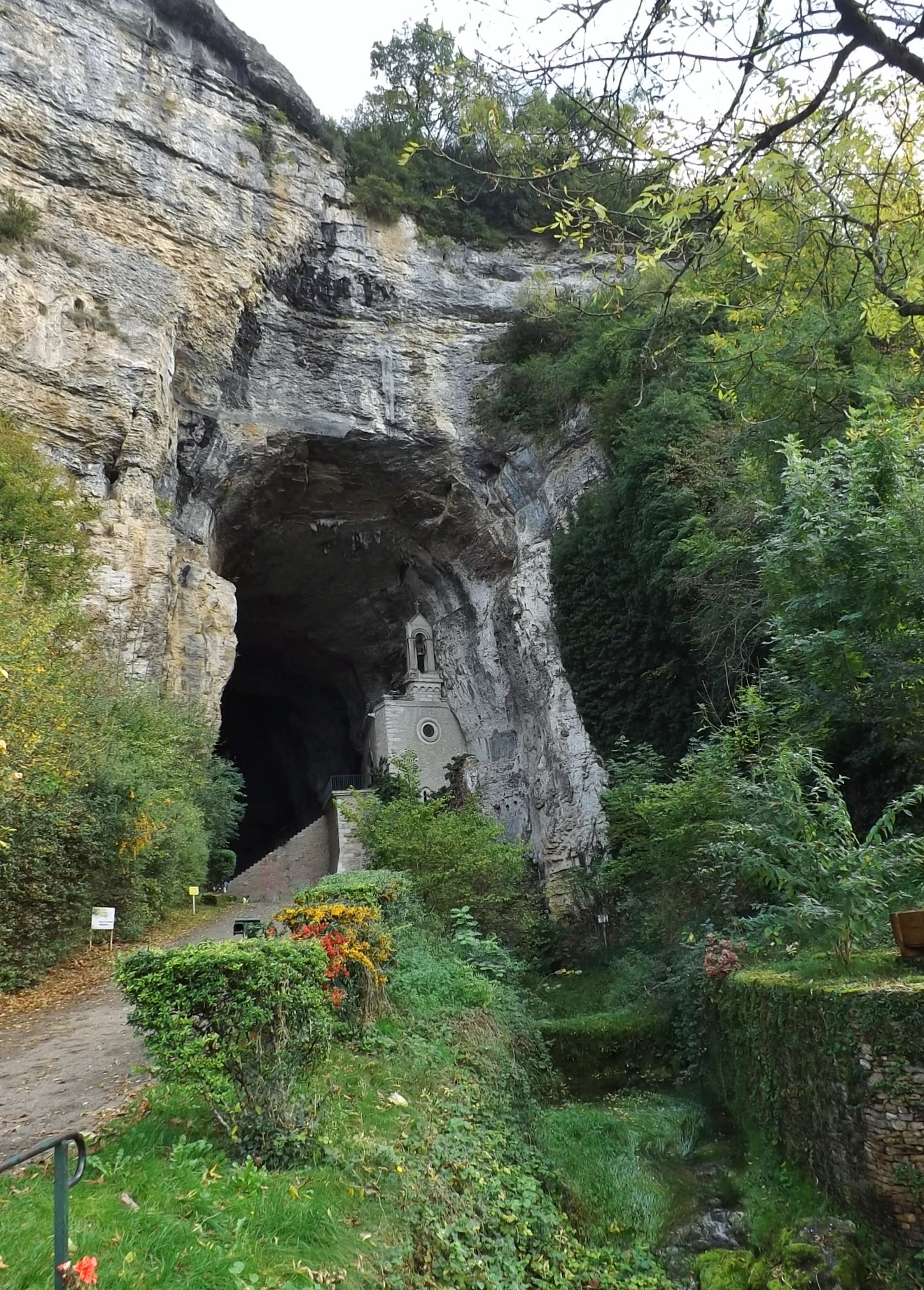
Eingang zur Höhle
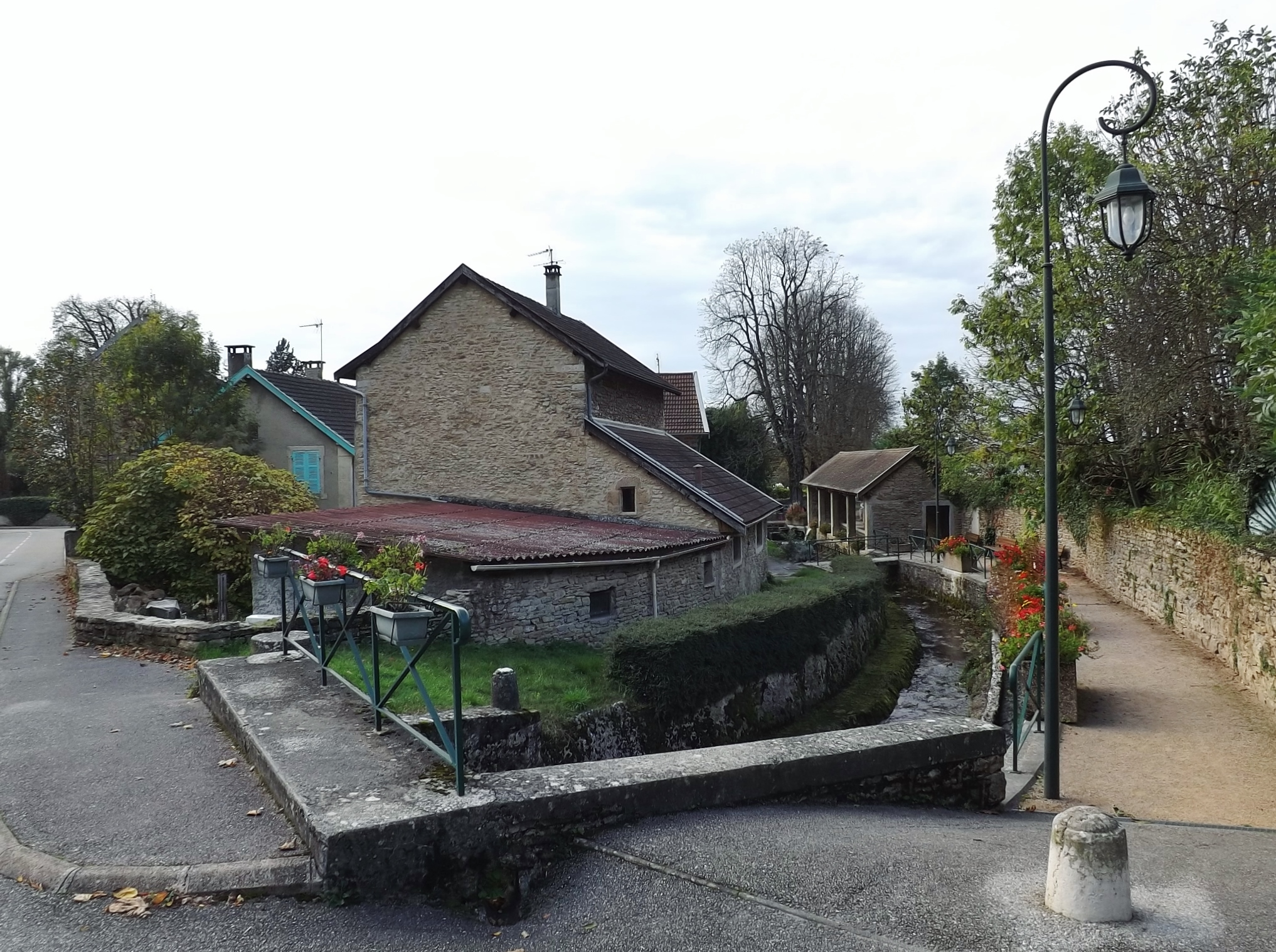
Lavoir (Waschhaus)

## Persönlichkeiten
- Laurent Clerc (1785–1869), Lehrer für Gebärdensprache